# Adriana Maraž
Adriana (Jadranka) Maraž, slovenska slikarka in grafičarka * 26. december 1931, Ilirska Bistrica, † 8. maj 2015.
Leta 1957 je diplomirala na ALU v Ljubljani. Imela je 28 samostojnih razstav in sodelovala na številnih skupinskih razstavah doma in v tujini. Za svoje delo je leta 1977 prejela Jakopičevo nagrado, leta 1983 pa še nagrado Prešernovega sklada. Živela in delala je v Ljubljani ter Breznici na Gorenjskem.
Poročena je bila z Janezom Bernikom.